# Seuth Khampa
Seuth Khampa (ur. 8 września 1962) – laotańska lekkoatletka (sprinterka), olimpijka.
Wystąpiła na Letnich Igrzyskach Olimpijskich 1980. Pojawiła się na starcie drugiego biegu eliminacyjnego w wyścigu na 100 metrów. Z wynikiem 14,62 s uplasowała się na ostatnim ósmym miejscu. Był to również najsłabszy rezultat spośród wszystkich 40 zawodniczek, które pojawiły się na starcie eliminacji. 
Khampa jest jedną z dwóch kobiet, które znalazły się w składzie Laosu na igrzyskach w Moskwie i pierwszą kobietą z tego państwa, która wystąpiła na igrzyskach olimpijskich (Boualong Boungnavong uczestniczyła w zawodach trzy dni po Khampie).
Rekord życiowy w biegu na 100 metrów: 14,62 (1980).